# 萊斯特灣
64°54′S 62°36′W / 64.900°S 62.600°W
萊斯特灣是南極洲的海灣，位於葛拉漢地的丹科海岸，是安沃爾灣的最南端，由比利時探險隊繪入地圖，現時由南極條約體系管理。